# Beebe (Washington)
Beebe az Amerikai Egyesült Államok északnyugati részén, Washington állam Douglas megyéjében elhelyezkedő önkormányzat nélküli település.
Beebe postahivatala 1912 és 1942 között működött. A település névadója James Beebe üzletember.

## Fordítás
Ez a szócikk részben vagy egészben  a   Beebe, Washington című angol Wikipédia-szócikk ezen változatának fordításán alapul.  Az eredeti cikk szerkesztőit annak laptörténete sorolja fel. Ez a jelzés csupán a megfogalmazás eredetét és a szerzői jogokat jelzi, nem szolgál a cikkben szereplő információk forrásmegjelöléseként.